# Apostolska nunciatura na Sejšelih
Apostolska nunciatura na Sejšelih je diplomatsko prestavništvo (veleposlaništvo) Svetega sedeža na Sejšelih.
Trenutno je položaj nezaseden.

## Seznam apostolskih nuncijev
- Giuseppe Ferraioli (21. julij 1981 - 1982)
- Clemente Faccani (7. februar 1985 - 14. maj 1994)
- Blasco Francisco Collaço (14. maj 1994 - 13. april 1996)
- Bruno Musarò (25. september 1999 - 10. februar 2004)
- Augustine Kasujja (22. april 2004 - 2. februar 2010)
- Eugene Martin Nugent (13. marec 2010 - 10. januar 2015)
- Paolo Rocco Gualtieri (26. september 2015 - 6. avgust 2022)